# Pont Hugh-John-Flemming
Le pont Hugh-John-Flemming (Hugh John Flemming bridge en anglais) est un pont situé à un kilomètre au nord de Hartland, dans le comté de Carleton, au Nouveau-Brunswick (Canada). Il est nommé en l'honneur de Hugh John Flemming (1899-1982), premier ministre du Nouveau-Brunswick de 1952 à 1960. Il permet à la route 130 de traverser le fleuve Saint-Jean. Il remplace donc le pont de Hartland, qui est toutefois toujours ouvert au trafic local.

## Structure
Le pont Hugh-John-Flemming a une longueur de 1 525 m. Il est composé de sept arches en béton armé dont la plus longue a une portée de 83,59 m.